# Giancarlo Baghetti
Giancarlo Baghetti (n. 25 decembrie 1934 - d. 27 noiembrie 1995), a fost un pilot italian de Formula 1, fiind singurul pilot care a câștigat prima cursă de Formula 1 la care a participat.